# Verrallina sohni
Verrallina sohni är en tvåvingeart som först beskrevs av Bianca L. Reinert 1974.  Verrallina sohni ingår i släktet Verrallina och familjen stickmyggor.
Artens utbredningsområde är Sabah. Inga underarter finns listade i Catalogue of Life.